# اشترومیکا (شهر)
شهر اشترومیکا (به مقدونی: Струмица) با جمعیت  ۵۴٫۶۷۶   نفر  در استان جنوب شرقی کشور مقدونیه شمالی واقع شده‌است.